# Linaje
El linaje, estirpe, alcurnia o abolengo es la serie de antepasados y, en ocasiones, descendientes, de una persona o familia, especialmente de la nobleza.
Si el linaje tiene solamente varones dentro del árbol genealógico, la línea paterno-filial que va uniendo a cada persona con su padre se le denomina varonía pues se compone, en sentido ascendente o descendente, únicamente de varones. Aunque es usual identificar el primer apellido de una persona –que hasta fechas recientes era casi sistemáticamente el representante de su varonía– con el linaje al que pertenece, cabe resaltar que apellido no es sinónimo de linaje. Solo un estudio genealógico detallado de la ascendencia de una persona puede determinar si pertenece o desciende de un linaje determinado.
En el caso de personas que ostentan títulos nobiliarios, “linaje” alude a la casa o solar a la que se otorgó originariamente la distinción. En España se suelen denominar los linajes anteponiendo el artículo "los" como es el caso de "los Velasco".
En Europa y los países que fueron colonias europeas, el linaje es muy importante en relación con la sucesión de los títulos, propiedades, derechos y otros usufructos, especialmente en las regiones en que está instituido el mayorazgo, sistema en el que el primogénito hereda todos los títulos y propiedades.

## Etimología
El vocablo procede de la voz latina linea. Más exactamente, según el Diccionario de la Real Academia Española, procede del provenzal linhatge o del catalán llinatge.

## Antropología del linaje
En culturas no europeas e incluso no occidentales, los linajes también suelen tener gran importancia, ya que según sean las sociedades patrilineales o matrilineales se establecen diversos órdenes para los sujetos; por ejemplo sus apellidos (o la/s palabra/s que tengan funciones semejantes a las de un apellido) estableciendo así simbólicamente una ubicación de los sujetos en la estructura de parentesco correspondiente a cada linaje; igualmente en varias culturas además de las de origen europeo típico, los linajes suelen establecer las herencias o heredades, otras formas de propiedad y derechos e incluso la posibilidad de constituir matrimonios o alianzas. 
El caso de los linajes como estructuras que resguardan la exogamia parece haber llegado a extremos entre las etnias de algunos  aborígenes australianos hasta mediados del siglo XX: en efecto, en ciertos clanes australianos era tabú el matrimonio entre los integrantes del mismo clan, ya que se les suponía integrantes del mismo linaje y un matrimonio entre individuos del mismo linaje era considerado en esas sociedades una acción endogámica interdicta.
En algunas sociedades los linajes han servido y aún sirven para establecer líneas de nombres y/o apellidos o las posibilidades de heredar o de contraer matrimonio sino también incluso la de localización o lugar de vida de los sujetos, por ejemplo,  un matrilinaje puede implicar una matrilocación —la progenie vive en la localidad de la madre— mientras que un patrilinaje implica que la progenie viva en el domicilio del padre.

## Diferencias entre genealogía y linaje
Mientras que una genealogía es el estudio amplio de la ascendencia, descendencia y relaciones sociales de una persona, el estudio de un linaje es un estudio genealógico acotado que solo se centra en la varonía (línea patrilineal) o en la línea de ombligo (línea matrilineal) de una persona sea en forma ascendente o descendente.
En Iberoamérica no ha dejado nunca de cultivarse este género de estudios y por consiguiente hay obras muy bien documentadas de datos sobre linajes y familias tanto en la península ibérica como en América.